# Pomnik Mikołaja Kopernika w Krakowie
Artykuł ten został zgłoszony do umieszczenia na stronie głównej w rubryce „Czy wiesz”.
Pomóż nam go sprawdzić: oceń zgłoszoną nominację.

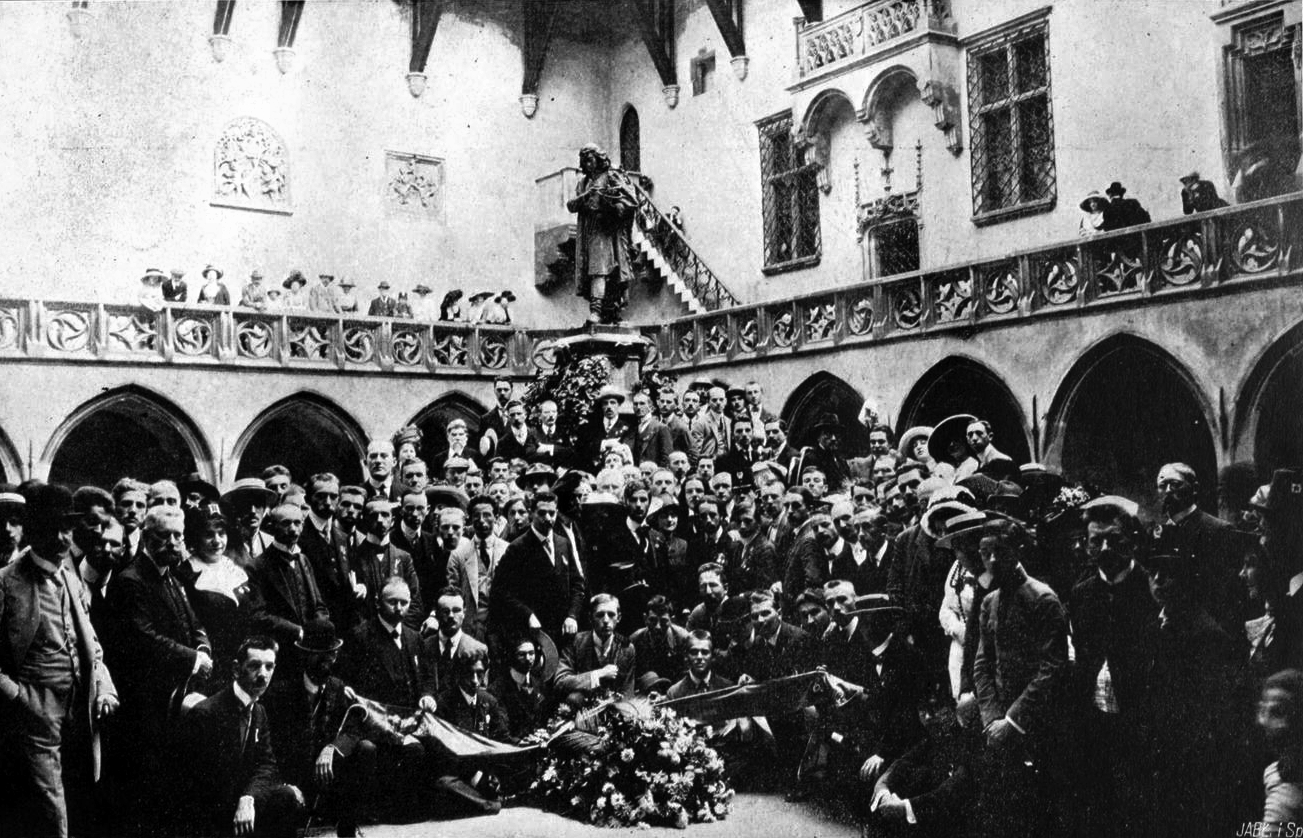
Uczestnicy Światowego Kongresu Esperantystów zgromadzeni przy pomniku (1912)

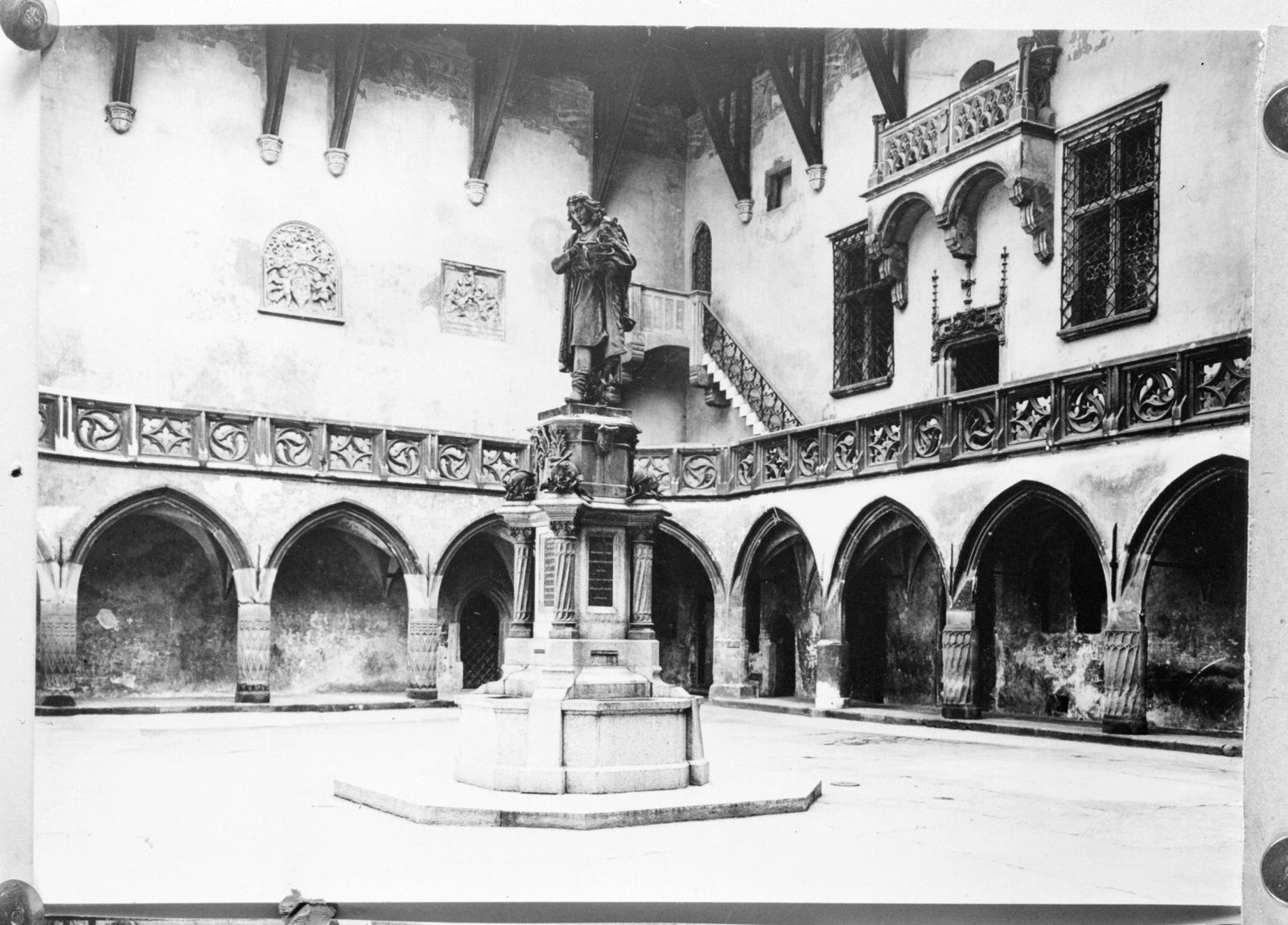
Pomnik na dziedzińcu Collegium Maius, zdjęcie z książki opublikowanej w 1934 roku

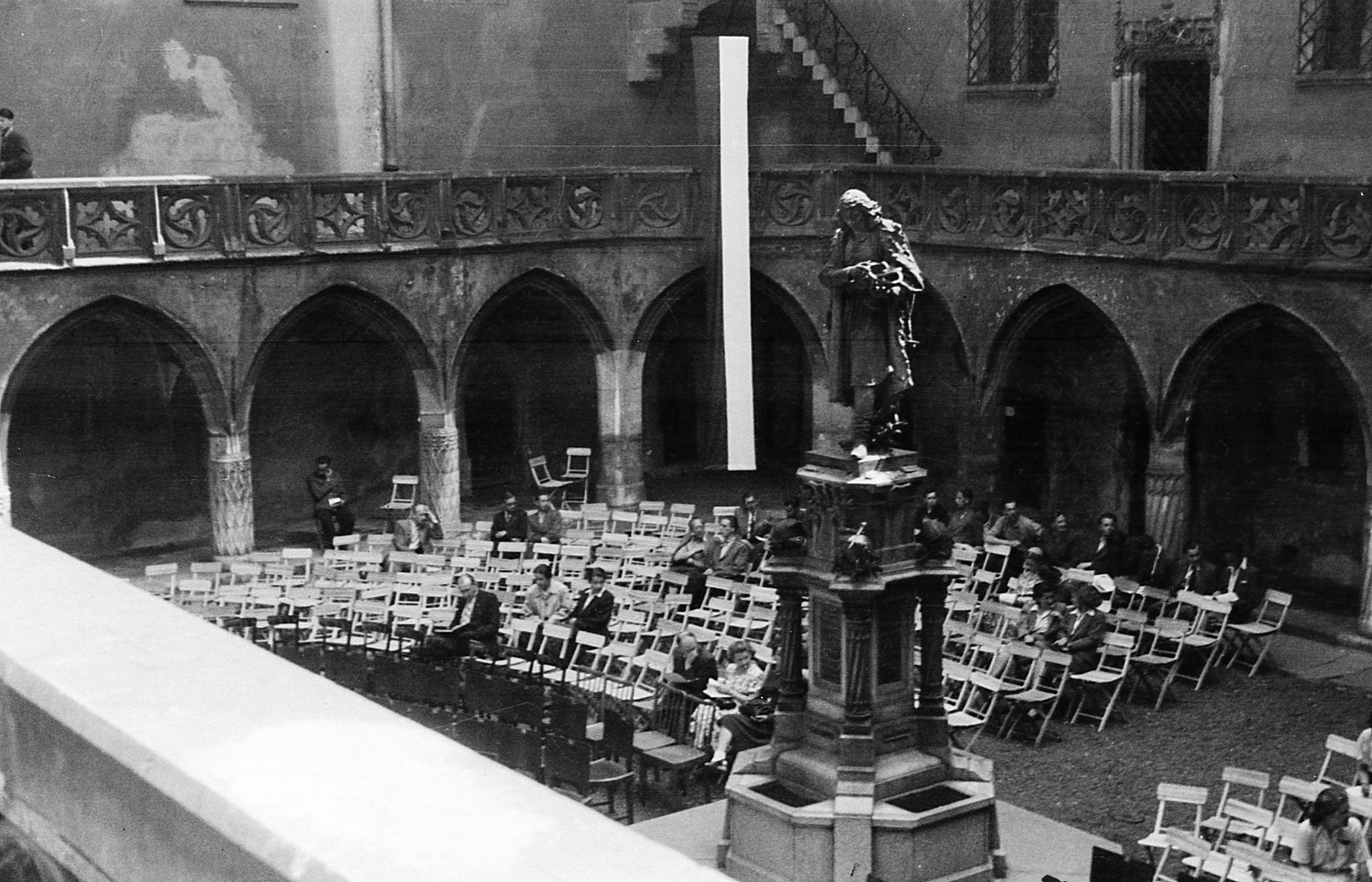
Pomnik na dziedzińcu Collegium Maius, zdjęcie wykonane w 1947 roku, przed uroczystościami Bratniej Pomocy Studenckiej. Na cokole dobrze widoczne dwa spośród zbiorników na wodę

Pomnik Mikołaja Kopernika – pomnik poświęcony astronomowi znajdujący się w zachodniej części Plant w Krakowie w obrębie Dzielnicy I Stare Miasto.
Dzieło Cypriana Godebskiego pierwotnie usytuowane było na dziedzińcu Collegium Maius i pozostawało tam w latach 1900–1953, po czym zostało przeniesione na obecne miejsce.

## Historia
Pomysł uhonorowania Mikołaja Kopernika pomnikiem w Collegium Maius wyszedł od historyka sztuki, Mariana Sokołowskiego. W latach 90. XIX wieku zaproponował, by starą studnię, wykopaną jeszcze w 1517 roku, na środku dziedzińca budynku zamurować i na tym miejscu usytuować monument. Udało mu się do tej koncepcji przekonać senat Uniwersytetu Jagiellońskiego. Na jego wniosek postanowiono również, że koszty budowy pomnika zostaną pokryte z części dotacji rządu austriackiego i cesarza Franciszka Józefa I, pierwotnie przeznaczonej na pokrycie kosztów obrazów z dziejów uczelni autorstwa Jana Matejki (śmierć artysty przekreśliła to zamówienie). Odsłonięcie pomnika Kopernika miało być elementem obchodów jubileuszu pięćsetlecia odnowienia uniwersytetu.
Po uzyskaniu zgody władz austriackich zlecenie na wykonanie monumentu otrzymał Cyprian Godebski, polski rzeźbiarz działający w Paryżu. Stało się to za sprawą Sokołowskiego, który także zasugerował, by posąg przedstawiał astronoma jako studenta uczelni, ponadto regularnie recenzował kolejne projekty dla senatu i Komisji Jubileuszowej oraz nanosił poprawki. Godebski zaczął prace jeszcze w 1896 roku, natomiast kontrakt z nim podpisano w marcu następnego roku. Ukończone dzieło artysta przesłał z Paryża w 1898 roku, jego koszt wyniósł 17 tysięcy złotych.  
Pomnik ustawiono w przewidzianym miejscu, z twarzą posągu skierowaną w stronę głównego wejścia do Collegium Maius od strony ulicy św. Anny. Uroczyste odsłonięcie nastąpiło 8 czerwca 1900 roku, o godzinie 11, w drugi dzień obchodów jubileuszu. Było jednym z ważniejszych elementów celebracji pięćsetnej rocznicy odnowienia uczelni. Połączono je z przekazaniem dwóch tablic pamiątkowych, które miały zostać umieszczone w zabytkowym budynku, a zostały ufundowane przez Radę Miasta i Akademię Sztuk Pięknych. W ceremonii uczestniczyli rektor UJ Stanisław Tarnowski i szereg profesorów uczelni, namiestnik Galicji Leon Piniński, prezydent Krakowa Józef Friedlein oraz goście z kraju i zagranicy, między innymi Henryk Sienkiewicz, profesorowie krakowskiej ASP i delegaci innych uniwersytetów. Podczas uroczystości, w imieniu rektora, przemówienie po łacinie wygłosił filolog klasyczny Kazimierz Morawski, natomiast przekazania pomnika w imieniu rządu dokonał namiestnik Piniński. W trakcie odsłonięcia lub już po zakończeniu całej uroczystości chór UJ odśpiewał kantatę na cześć Kopernika, skomponowaną specjalnie na tę okazję. Potem nastąpiło składanie wieńców pod monumentem.
Oceny pomnika po odsłonięciu były pozytywne, lecz niezbyt entuzjastycznie, w każdym razie nie wzbudził tak negatywnych komentarzy jak monument Mickiewicza. Spotkał się za to z dużym zainteresowaniem dziennikarzy francuskich w ich relacjach z uroczystości w Krakowie, ze względu na to, że jego twórca żył i pracował we Francji.
W ciągu następnych lat przy dziele Godebskiego fotografowali się uczestnicy różnych wydarzeń organizowanych w Krakowie, jak prezydium Zjazdu Rejowskiego (1906) czy goście Światowego Kongresu Esperantystów (1912) oraz studenci Uniwersytetu Jagiellońskiego. Pomnik stał się również tematem innych zdjęć, uwieczniających tylko niego lub też dziedziniec Collegium Maius. Jego reprodukcje pojawiały się także na widokówkach, wydawanych zarówno przed I wojną światową, jak i w Polsce międzywojennej czy pod okupacją niemiecką (1939–1945). Znalazł się także na znaczkach pocztowych: jednej z emisji Generalnego Gubernatorstwa (1943) oraz emisji specjalnej Poczty Polskiej (1946). 
Praca Godebskiego pozostała na swoim miejscu do 1953 roku, kiedy została przeniesiona z Collegium Maius, co część opracowań tłumaczy przebudową gmachu. Inicjatorem usunięcie z dziedzińca monumentu był Karol Estreicher, który nisko oceniał jego walory artystyczne. Kilkukrotnie, lecz bezskutecznie, próbował go przenieść już w 1946 roku. Dwa lata później Rada Artystyczna przy prezydencie miasta poparła jego pomysł, składając wniosek o umieszczenie monumentu przed budynkiem Collegium Physicum (Witkowskiego). Podobne opinie wyraził wojewódzki konserwator zabytków oraz komisja kultury i sztuki Miejskiej Rady Narodowej. Ta ostatnia wskazywała, że pomnik uniemożliwiał organizowanie imprez kulturalnych na dziedzińcu Collegium Maius. Ostatecznie zarząd miasta skierował do rektora Teodora Marchlewskiego wniosek o usunięcie obiektu, tak by w tym miejscu mogły się odbyć wydarzenia Dni Krakowa 1948 roku. Ponowiono go w liście prezydenta z 5 maja tego roku, również komisja artystyczna uniwersytetu popierała taki ruch, lecz nie zalecała szybkiego działania. Rektor nie śpieszył się z przeniesieniem, więc doszło do skutku dopiero w 1953 roku.
Lokalizacja przed Collegium Physicum pierwotnie traktowana była jako tymczasowa, a pomnik miał trafić do ogrodu profesorskiego, razem z innymi rzeźbami z neogotyckiego wystroju Collegium Maius. Jednak ze względu na częste wykorzystywanie ogrodu na inne potrzeby, głównie zaplecza prac budowalnych i remontowych, ostatecznie pomnik pozostał na tym miejscu.
Przeniesienie monumentu wzbudziło duże kontrowersje i wywołało protesty niektórych wykładowców Uniwersytetu Jagiellońskiego, przyczyniło się także do wzrostu liczby osób niechętnych Estreicherowi. Wypominano mu to posunięcie jeszcze po latach. Stało się także źródłem inspiracji dla twórców różnych tekstów satyrycznych czy złośliwych.

Wstrzymał słońce, ruszył ziemię

Polskie wydało go plemię

A Estreicher z dziekanami

Wstawił go pod krzakami.

Choć wielkim Kopernik, na to nie zważali

z starego dziedzińca eksmisję mi dali

Od lat tutaj miałem miejsce do dumania

teraz mnie Estreicher z Majewskim przegania.

Wedle anegdotycznego przekazu jeden z profesorów UJ miał zadzwonić z protestem do Marcina Waligóry, prezydenta miasta. Rozmowa miała jednak komiczny przebieg: „Czy pan prezydent wie, że teraz w pańskim mieście eksmitowano na Planty największego polskiego uczonego Kopernika? Nie wiem – odpowiedział zaspany prezydent, ale mogę pana profesora zapewnić, że jutro dostanie mieszkanie [zastępcze – A. Ch.]”.
W latach 1956–1957 pojawiały się pomysły, by pomnik (usunięty w ramach „stalinowskich czystek”) przywrócić na pierwotne miejsce, jednak nie doczekały się realizacji. Monument dobrze wkomponował się w nową przestrzeń i z czasem stał się istotnym elementem dzielnicy uniwersyteckiej. Był restaurowany w 1987 roku (B. Lambor, A. Kamska, J. Kowalski).
Do idei przywrócenia go na dziedziniec Collegium Maius powrócił w 2014 roku Aleksander Skotnicki, argumentując między innymi, że styl pomnika dobrze komponuje się z zabytkowym gmachem, a osobą Kopernika uczelnia powinna się chwalić w tak reprezentacyjnym miejscu. W ramach działań na rzecz realizacji swego pomysłu wykładowca wydał publikację. Apel z czerwca 2014 roku, podpisany także przez Andrzeja Chwalbę, stał się tematem spotkania 11 września tego roku z udziałem prorektora Jacka Popiela, dyrektora Muzeum Uniwersytetu Jagiellońskiego Krzysztofa Stopki, A. Skotnickiego oraz grupy wykładowców uczelni. W dyskusji większość uczestników wypowiedziała się przeciw przenosinom, jednocześnie popierając skierowanie do władz miasta prośby o odnowę i większe zadbanie o pomnik. Temat propozycji przeniesienia pojawił się także podczas obrad Konwentu Godności Honorowych UJ z udziałem rektora Wojciecha Nowaka 5 października 2014 roku, w trakcie których stwierdzono, że nie jest to możliwe do zrealizowania, ponieważ obiekt nie leży na działce należącej do uczelni, tylko będącej własnością gminy miejskiej i to w gestii władz miasta leżą kwestie opieki nad nim. 
Monument w 2015 roku poddano oczyszczeniu i naprawie. Można to uznać za reakcję na apel środowiska uniwersyteckiego, prace trwały między początkiem września a końcem października, ich koszt szacowano na 68 tysięcy złotych.
W końcu czerwca 2023 roku do pomysłu przeniesienia pomnika z powrotem na dziedziniec Collegium Maius wrócił radny miejski Jerzy Zięty, który skierował w tej sprawie interpelację do prezydenta miasta Jacka Majchrowskiego, argumentując, że monument nie jest dobrze widoczny. Prezydent odrzucił tą propozycję. W odpowiedzi stwierdził, iż to na dziedzińcu pomnik nie był odpowiednio wyeksponowany, nie pasował do otoczenia i architektury budynku, natomiast na Plantach dobrze komponuje się z otoczeniem, jest jedną z atrakcji parku i widać go z każdej strony.

## Opis

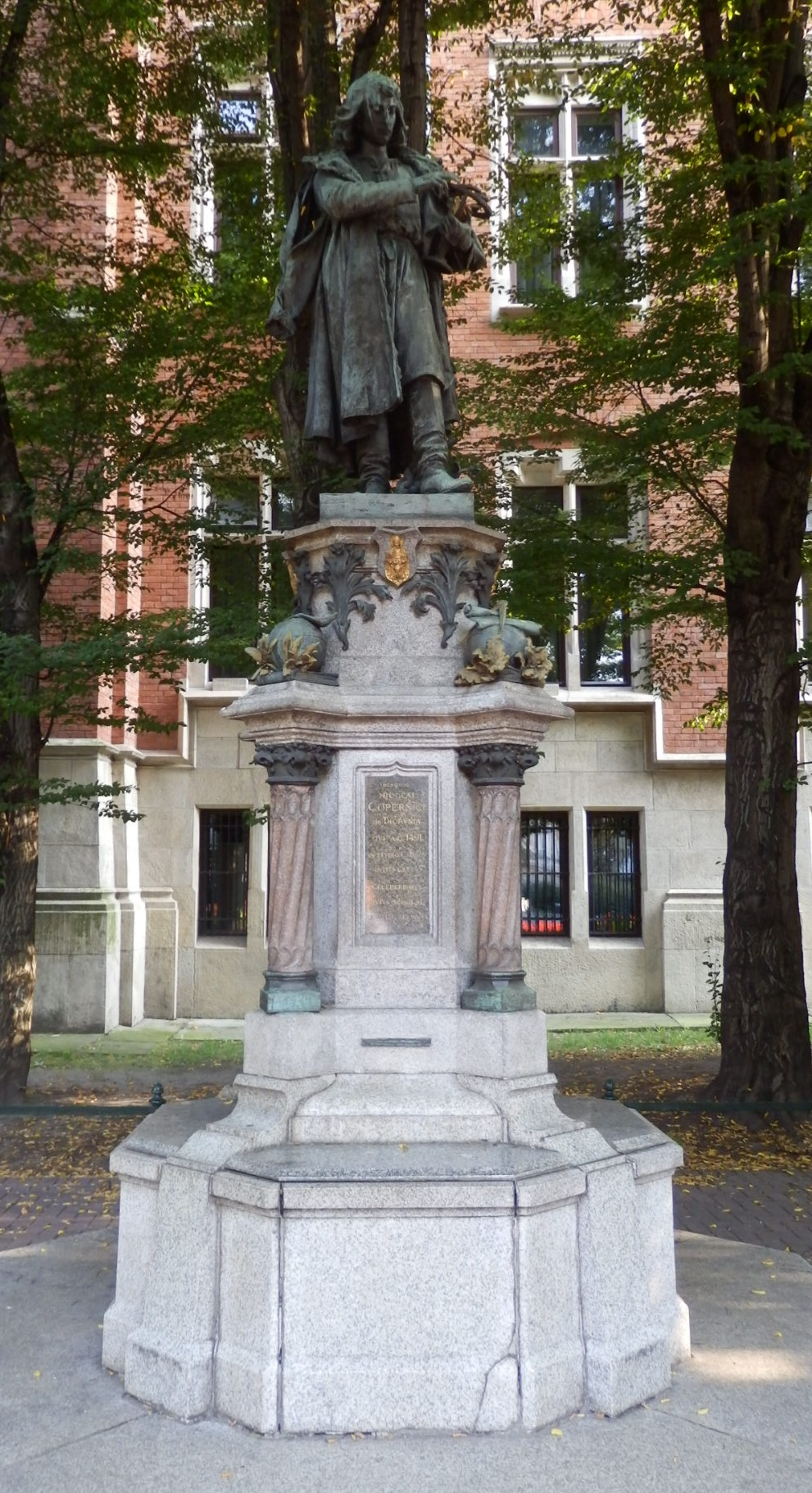
Pomnik Kopernika przed Collegium Witkowskiego (2014)

Pomnik, umieszczony przed Collegium Witkowskiego, znajduje się w obrębie Plant, w części znanej jako Ogród przy Uniwersytecie. Posąg Kopernika odlano z brązu, przedstawia go w stroju żaka, w obfitym płaszczu, mocno poładowanym, z szerokimi wylotami i w butach z cholewami. Stoi w lekkim rozkroku, z głową lekko zwróconą w lewo, w podanej do przodu lewej ręce trzyma astrolabium, którego dotyka prawą dłonią. Od momentu przeniesienia pomnika na Planty astrolabium było kilkukrotnie kradzione przez złomiarzy, stąd w niektórych opracowaniach można się spotkać z informacją, że elementem posągu było w stanie pierwotnym.
Postać Kopernika umieszczono na granitowym cokole, w o kształcie ściętego czworościanu, z marmurową wieloboczną podstawą, o charakterze cembrowiny – ze względu na znajdujące się w niej cztery małe zbiorniki na wodę i odpływy, ponieważ pomnik miał być otoczony ozdobnymi roślinami. Ze względu na te elementy część opracowań podaje, że pomnik miał mieć formę fontanny.
Górną część cokołu ozdobiono czterema marmurowymi kolumienkami, dopasowanymi do neogotyckiego wystroju dziedzińca Collegium Maius, w narożnikach czterema kulami owiniętymi złotym laurem, symbolizującymi sławę uczonego oraz u stóp posągu wyobrażeniem gałęzi bluszczu, który miał podkreślać mocną więź astronoma z krakowską uczelnią. Ponadto wmontowano w nią cztery tablice z czerwonego marmuru, opatrzone łacińskimi inskrypcjami odnoszącymi się do osoby Kopernika. Proporcje całości monumentu dostosowano do dziedzińca Collegium Maius.
W dniu odsłonięcia cokół pomnika został przykryty kwiatami. Przez następnych kilka lat, na co wskazują zdjęcia i widokówki, nie umieszczono na nim tego rodzaju ozdób. Dopiero fotografie wykonane między około 1910 a 1912 rokiem pokazują, że kolumienki cokołu były oplecione pnącymi roślinami, najczęściej bluszczem, a niekiedy umieszczano poniżej nich kwiaty doniczkowe.

## Oceny
Pochwalnie o walorach pomnika wyrażał się Jerzy Mycielski na łamach „Czasu” (nr 153 z 8 lipca 1898), doceniając przede wszystkim dobrze oddane wrażenie zamyślenia na twarzy Kopernika i malowniczy strój. Zarazem miał zastrzeżenia co do kształtu podstawy i sugerował wprowadzenie w niej pewnych zmian.
W innych pozytywnych ocenach dzieła Godebskiego doceniano dopasowanie go do architektury Collegium Maius. Dziennikarz „Czasu” (wydanie poranne z 8 czerwca 1900) wskazywał, że charakteryzował się „wykwintną kulturą artystyczną i harmonią linii, co wszystko razem wywołuje bardzo artystyczne wrażenie”. Za świetny uznawano modelunek głowy astronoma. Klemens Bąkowski w swoich Dziejach Wszechnicy Krakowskiej (1900) określił monument jako „wspaniałą ozdobę” budynku. Nie brakowało też negatywnych komentarzy, na łamach „Czasu” opublikował taki Ludwik Puszet, krytykujący rozmiary i architekturę pomnika. Inny pogląd wyraził Wiktor Czajewski, w wydanej w 1922 roku pracy Kraków, ocenił go jako jedno z najbardziej udanych dzieł Godebskiego.
Powojenne oceny K. Estreichera były surowe, w literaturze przytacza się jego zapiski z dziennika, w których uzasadniał przeniesienie pomnika tym, że jest „brzydki” i swą „pospolitością” szpeci dziedziniec Collegium Maius. Poglądy te uznaje się za typowe dla jego pokolenia i były pokłosiem negatywnego stosunku do sztuki XIX wieku. Tadeusz Dobrowolski ocenił, że styl pomnika jest zgodny z romantycznym historyzmem końca XIX stulecia, jakkolwiek dopatrywał się w nim pewnej anachroniczności, uważał także, że ma zbyt drobne wymiary. Z upływem lat nastąpiło odejście od bardzo krytycznych ocen i odbieranie pracy Godebskiego jakichkolwiek wartości artystycznych uznaje się za niesłuszne. Wojciech Bałus podkreślił, że jest dziełem typowym dla II połowy XIX wieku, łączącym cechy romantyzmu z nawiązaniami do renesansowej rzeźby florenckiej.

## Inskrypcje na pomniku
- Natus Thoruniae A.D. 1473, obiit Frauenburgi A.D. 1543[o] [przekład: „Urodzony w Toruniu Roku Pańskiego 1473, zmarł we Fromborku Roku Pańskiego 1543”][41]
- Extra processit longe flamantia moenia mundi, atque omne immensum peregravit mente animoque [„Daleko przestąpił płomienne rubieże świata, przemierzył cały bezmiaru ogrom umysłem i duchem (za: Titus Lucretius Carus, O naturze rzeczy, przeł. Grzegorz Żurek, Warszawa 1994, s. 54, w. 73–74)”][41]
- Memoriae Nicolai Copernici de Thorunia, qui ad 1491 in studio Cracoviae institulatus celleberrimus, huius scholae exstitit alumnus [„Pamięci Mikołaja Kopernika z Torunia, który w 1491 na naukę w Krakowie zapisany, najsławniejszym tej szkoły został wychowankiem (uczniem)”][41]
- De revolutionibus orbitum coelestium A.D.[p] 1543[42]